# عملة مكملة

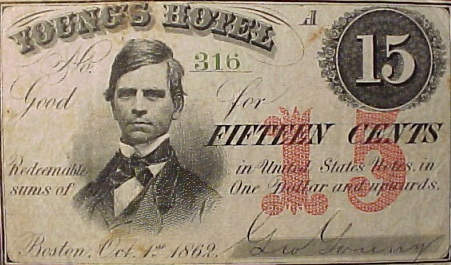
صوره لعملة مكملة قديماً

العملة المكملة هي عملة أو وسيلة مقايضة ليست بالضرورة عملة وطنية، لكنها تعدّ مكمّلة أو داعمة للعملات الوطنية. تكون العملات المكملة عادةً عملات غير قانونية ويعتمد استعمالها على الاتفاق بين الأطراف التي تتقايض بها. يقول جيروم بلانك من مختبر اقتصاد الشركات والمؤسسات إن العملات المكملة تسعى إلى حماية الاقتصاد أو حفزه أو توجيهه. قد تستعمل العملات المكملة أيضًا لدعم أهداف اجتماعية أو بيئية أو سياسية.
عند الحديث عن العملات المكملة، نجد عددًا من المصطلحات المتداخلة والمتعاقبة مستعملة: العملات المحلية أو المجتمعية هي عملات تستعمل في منطقة أو مجتمع ما (مثل مجتمعات العمل أو المجتمعات على الإنترنت)، العملات الإقليمية شبيه بالعملات المحلية، ولكنها تستعمل في إقليم أوسع جغرافيًّا، والعملات القطّاعية هي عملات مكملة تستعمل في قطاع اقتصادي واحد، كالتعليم أو الصحة. كثير من العملات الخاصة هي عملات مكملة أصدرتها شركات أو منظمات خاصة. من المصطلحات الأخرى المرادفة: العملات البديلة، العملات المساعدة، والعملات الصغيرة. الائتمان المتبادل نوع من العملة البديلة، لذا فكل نوع من القرض لا يمرّ بالنظام المصرفي يمكن اعتباره عملة بديلة. المقايضات نوع آخر من العملات البديلة. والمقايضات هي أنظمة مبادلة، لا تتاجر إلا بالأشياء، من دون استعمال أي عملة مهما كانت. أخيرًا، نظام التجارة المحلية بالمقايضة نوع خاص من المقايضة تشترى فيه النقاط بالأشياء. كل نقطة تساوي ساعة عمل، لذا فهي عملة قائمة على الزمن.

## الأهداف
صُمّمت العملات المكملة عادة بهدف علاج مشكلات مخصوصة، منها مثلًا زيادة الاستقرار المالي. معظم العملات المكملة لها أهداف عديدة وتُعنى بعلاج مشكلات عديدة. قد تكون هذه العملات نافعة للمجتمعات التي ليس لها وصول إلى رأس المال، ولتعديل السلوك الشرائي للناس. قدّم التقرير السنوي لقاعدة البيانات العالمية عن أنظمة العملة البديلة عام 2006 استطلاعًا شمل 150 نظام عملة، اختار فيه 94 نظامًا كل الأسباب، منها التعاون، وتنمية الشركات الصغيرة والمتوسطة، وتفعيل السوق المحلية، وتقليل الاعتماد على العملة الوطنية، وتنمية المجتمع.
من أهداف العملات البديلة:
- إعادة التأهيل والتحرير
- عملات لحالات الطوارئ (عملات قوارب النجاة)
- زيادة الاستقرار المالي[7]
- تقليل الانبعاثات الكربونية، بتشجيع جعل التجارة والعلاقات محلية
- تشجيع استعمال الموارد القليلة الاستعمال[2]:2
- تنظيم الاقتصاد غير الرسمي
- دعم الأعمال المحلية

### المنافع
تقل قيمة بعض العملات المكملة عمدًا، ليزيد المعروض المالي في السوق. معجزة وورغل كانت حدثًا أظهر الفوائد المحتملة لهذا الصرف المتزايد من خلال تقديم عملة محلية عُرفت باسم فريجلد. للعملات المحلية أيضًا فائدة أنها لا يمكن أن تستعمل في البلدان الأخرى، لذا يبقى المال يدور في السوق المحلي، وهو ما يفيد الاقتصاد المحلي.
يقال أن العملات البديلة تعمل لموازنة الاقتصاد المحلي. لأنها تزيد النشاط إذا تباطأ الاقتصاد المحلي، وتنقص النشاط إذا تسارع الاقتصاد المحلي.
قد تفتح العملة المحلية إذا اتُّخذت وسيلة تجارية لشركة ما، لا وسيلة اجتماعية جغرافية، العمل على أسواق موارد كثيرة تستطيع فيها بيع طاقتها الفائضة قليلة القيمة مقابل عملة مكملة. ببيع هذه الطاقة الفائضة (غرف الفنادق الفارغة، أو ساعات العمل قليلة النشاط، أو فائض الأسهم أو غير ذلك) تستطيع الشركة تسخير القيمة التي كانت ستضيع وتكتسب فوائد منها: زيادة الأرباح، وزيادة قوة الموازنة، وزيادة تدفق النقد، وزيادة عدد العملاء ونمو القيمة السوقية.

### المضار
يروَّج للعملات المكملة على أنها عملة محلية لا يمكن أن تُصرَف خارج مجتمعها، هذه العملات لها استخدامات محدودة.
حسب نظرية البروفيسور نيكولاوس لوفر، فإن استعمال عملات محلية مثل فريجلد لن يزيد النشاط الاقتصاد إلا مؤقتًا. أما الاستعمال المطوَّل لعملة محلية فسيؤدي في الأخير إلى تراجع في النشاط الاقتصادي ثم إلى اضطراب في الاقتصاد. يرجع هذا إلى زيادة سرعة دوران العملة في السوق من خلال تقليل مقدارها في السوق (لأن العملات مثل فريجلد تتناقص قيمتها سريعًا).

## الضرائب
لهذه العملات مشكلات مع دفع الضرائب. بعض العملات المكملة تعدّ معفيّة من الضرائب، ولكن معظمها يعامل معاملة العملة الوطنية من حيث الضرائب، مع وجوب دفع الضريبة بالعملة الوطنية. تتفاوت قانونية العملات المكملة ووضعها الضريبي تفاوتًا واسعًا من بلد إلى بلد، فبعض الأنظمة المستعملة في بعض البلدان ممنوعة في بلدان أخرى.

## أنواعها

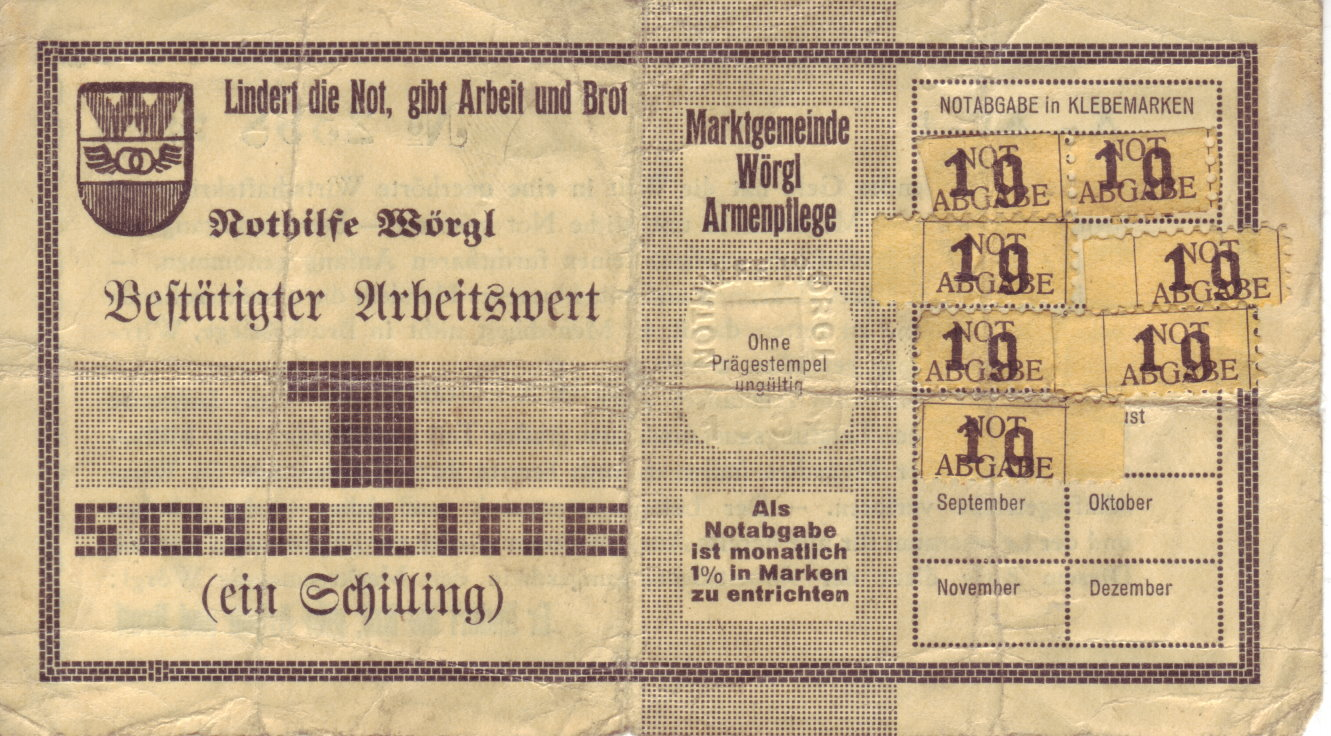
ورقة نقدية من فئة 1 شيلينغ من عملة وورغلي شفونجديل: دراسة في تاريخ العملات المكملة والنقدية البديلة في تاريخ النمسا

تصف العملات المحلية مجموعة واسعة من أنظمة المقايضة أو العملات أو الإيداعات التي يقصَد بها أن تستعمل مع العملات النظامية أو العملات المكملة الأخرى. يمكن تقييم هذه العملات ومقايضتها مع العملات الوطنية ولكنها في الوقت نفسه تستعمَل وسيلة للمقايضة بنفسها. تقع العملات القانونية خارج المجال القانوني للعملات الرسمية المعرفة وطنيًّا، ولا تستعمل عملة رسمية (لدفع الضرائب وغيره). تختلف العملات المكملة أيضًا في سعر صرفها ومجال استعمالها والعملات الأخرى التي تصرَّف بها، كما هو الحال في أنظمة العملات الوطنية.
تعتمد بعض العملات المكملة على أنظمة تقييم قائمة على الوقت أو على موارد حقيقية (الذهب، النفط، الخدمات، إلخ). العملات القائمة على الزمن تقيَّم حسب الوقت اللازم لتقديم الخدمة بالساعات، من دون النظر إلى القيمة السوقية للخدمة نفسها. ومن أنواع الأنظمة المالية المكملة المقايضة، وهي مقايضة سلَع أو خدمات مخصوصة من دون استعمال أي عملة.
في عام 1982، أنشئ أوسع نظام عملة مساعدة، هو نظام التجارة المحلية بالمقايضة. ينظّم هذا النظام تبادل السلع والخدمات بين الأفراد المتعاونين. مثالٌ على نظام استثمار قائم على عملة مكملة: الشبكة المالية الاجتماعية الأوتوماتيكية، ومجتمع التمويل الجماعي الدولي إفولوشن آر إيه، الذي يستعمل أعضاؤه عملتهم المكملة الافتراضية «سايبر غولد» (الذهب الرقمي). أما الرسوم التي يدفعها أعضاء الجمعية المستجدون فتذهب لاستثمارات في مشاريع تجارية متنوعة.
تستفيد بعض العملات المكملة من غرامات التأخير، وهي بخسٌ مقصود للعملة مع الوقت، شبيه بمعدلات الربح السلبية. يحفّز هذا الأمر المقايضات السوقية بالعملة المبخوسة، ويزيد المشاركة في نظام العملة، ويجبر تخزين العملة في أدوات أفضل حفظًا للقيمة، كالأملاك والتطوير والتعليم والتقانة والصحة والسندات وغير ذلك، كل هذا محمي من أجور التأخير القائمة على العملة.
تستعمل عملات تجريبية مكملة أخرى معدلات الربح العالية لتشجع التنافسية الجديدة بين المشاركين وإزالة الثروة من البنى التي تحفظ القيمة على المدى الطويل (الثروة المادية الطبيعية، والأملاك، وغير ذلك) لدعم الصناعة السريعة والإنتاج الكبير والأتمتة والابتكار التنافسي.
المضاربة المالية والقمار خارج عوامل التصميم عادةً في العملات المكملة. تقيَّد العملات المكملة عادة عمدًا فلا تستخدم إلا في إقليم معين أو وقت صلاحية معين، أو قطاع معين، وقد تتطلب عضوية للأفراد المشاركين أو نقاط القبول.
في العالم عملات مكملة كثيرة بعضها عالمي وبعضها إقليمية، منها نظام المقايضة المجتمعي، وبنك وير، وفرندلي فيفرز، وتيبكس في إقليم لازيو في إيطاليا، ومنطقة العملة العالمية المقترحة.
العملة المجتمعية هي نوع من العملات المكملة هدفه دعم المجتمعات المستدامة المتساوية المترابطة وبناؤها. تصمم العملة المجتمعية لتستعملها مجموعة معينة.